# Antonino Battaglia
Antonino Battaglia (Catania, 1750 ? – Catania, 1815 ?) è stato un architetto italiano.

## Biografia
Figlio del più noto architetto Francesco Battaglia, Antonino lavorò, con il padre e con il cugino Carmelo Battaglia, all'opera di riedificazione della città di Catania dopo il disastroso terremoto del 1693 che rase al suolo Catania.
Fra le opere da lui realizzate o alle quali prestò la sua opera si ricorda Palazzo Biscari, nel quale subentrò al padre dopo la morte di quest'ultimo, la chiesa della Purità, un intervento di risanamento nel Palazzo dell'Università di Catania, e lavori nel grande cantiere della chiesa di San Nicolò l'Arena dove operò in collaborazione con il padre ed il cugino. Altri suoi lavori sono la balaustra della cattedrale di Sant'Agata ed il prospetto della chiesa di Santa Maria dell'Aiuto.

## Opere
- XVIII secolo, Altari, progettazione interno e disposizione altari laterali minori della chiesa di San Giuliano di Catania.